# Charles Cooke
Charles Cooke III (ur. 1 lipca 1994 w Trenton) – amerykański koszykarz, występujący na pozycji rzucającego obrońcy.
15 marca 2019 podpisał 10-dniową umowę z Miami Heat.

## Osiągnięcia
Stan na 16 marca 2019, na podstawie, o ile nie zaznaczono inaczej.
NJCAA
- Mistrz:
  - turnieju – New Jersey Tournament of Champions (2014)
  - stanu Parochial B (2014)
- Zaliczony do:
  - I składu turnieju E-Tech Lumberjack Classic (2014)
  - III składu CAA (2014)

NCAA
- Uczestnik turnieju NCAA (2016, 2017)
- Mistrz sezonu regularnego Atlantic 10 (2016, 2017)
- MVP zespołu (2016)
- Obrońca roku drużyny (2016)
- Zaliczony do:
  - I składu:
    - Atlantic 10 (2016)
    - składu defensywnego Atlantic 10 (2016, 2017)

  - II składu Atlantic 10 (2017)